# Bryomnium
Bryomnium là một chi rêu trong họ Splachnaceae.